# 嵐のV1
『嵐のV1』（あらしのぶいわん）は、1999年10月30日 - 11月27日、毎週土曜日13:00 - 14:00に1999年ワールドカップバレーボールに合わせてフジテレビ系で放送されたスポーツ情報バラエティ番組。フジテレビ本社ビル前特設会場（お台場、11月6日のみ北海道真駒内公園）から生放送。
サブタイトルは「1999 HYPER TYPHOON」。

## 出演者
- 坂本昌行（V6） ： 1999年ワールドカップバレーボールオフィシャルサポーター）
- 嵐 ： 1999年ワールドカップバレーボールイメージキャラクター
（大野智、櫻井翔、相葉雅紀、二宮和也、松本潤）

フジテレビアナウンサー
- 宇田麻衣子（10月30日、11月13日 - 27日）
- 菊間千乃（11月6日）

ゲスト
ゲストはバボちゃんの着ぐるみに入って登場した。
- 10月30日 田代まさし
- 11月6日 YOU
- 11月13日 キャイ〜ン
- 11月20日 千秋
- 11月27日 篠原ともえ

## 放送内容
もうひとつのワールドカップバレー
坂本昌行（選手兼任監督）と嵐がバレーボールチームを結成し、バレーボールワールドカップ出場国を日本で応援する人たちと対戦する。VTR放送。
対戦相手は放送順に、アメリカ合衆国（在日米軍横田基地チーム）、ブラジル、ロシア、中華人民共和国（横浜中華街チーム）、イタリア（ピザ職人チーム）。
11月20日放送回は鈴木洋美、江藤直美（バレーボール日本女子代表）がゲスト出演。
土曜のホームルーム
生放送の電話悩み相談。
対決!嵐のバトル5
嵐が一対一で毎回異なる種目を競う。VTRで練習風景も放送される。
種目は放送順に、ホッピングしながら長縄跳び、フォークのサーベルフルーツ、ぐるぐるバットしてからリンボーダンス、風船キャッチ、一本立て相撲。
嵐のアタックNo.1
嵐が1999年ワールドカップバレーボール出場選手の練習を見学、体験する。VTR放送。
プロファイラー嵐
嵐が顔ハメ看板から顔を出し、看板に何が描かれているか当てるクイズ。
看板は放送順に、バカ殿、バレリーナ。
クイズ!ぴったり当てましょう
嵐から選ばれた1人と同じ解答を書くと正解。
ワールドカップ情報
1999年ワールドカップバレーボールの見どころや最新情報を紹介する。
バボちゃん通販
バボ急便（ぬいぐるみ・キーホルダー・ハンドタオル・ピンバッジのセット）の宣伝。

## スタッフ
- プロデューサー： きくち伸、西敏也（ビー・ブレーン）
- アシスタント・プロデューサー： 黒木彰一、田村朋子（ビー・ブレーン）
- 構成： 小笠原英樹、野中浩之、大村たかゆき、津曲裕之
- ディレクター： 落合仁、岩崎正憲、岩淵陽、石井栄一

## 主題歌・挿入歌
オープニングテーマ
「A・RA・SHI」（歌：嵐　作詞：J&T、作曲：馬飼野康二）
エンディングテーマ
「WISHES〜I'll be there〜」（歌：20th Century　作詞・作曲：小幡英之）

## ネット局
- 北海道文化放送
- 福島テレビ
- テレビ西日本
- サガテレビ
- テレビ熊本